# Державин, Александр Николаевич (геолог)
Александр Николаевич Державин (1857—1919) — русский геолог, консерватор геологического комитета.

## Биография
Родился в Вологодской губернии в 1857 году.
По окончании Вологодской гимназии учился в Казанском университете, который окончил по разряду естественных наук в 1883 году кандидатом; в том же году он приобрёл право на звание учителя гимназии и преподавания по естественной истории и химии и до 1888 года состоял наставником учительской семинарии в Иркутске. Затем в течение 9 лет (с 1 сентября 1889 по 27 мая 1897) был хранителем минералогического кабинета Томского университета.
В 1889 и 1891 годах производил геологические исследования в пределах Томской губернии; результатом работ стали три статьи, напечатанные в «Известиях Томского университета» и «Трудах Томского общества естествоиспытателей» и касающиеся геологического строения долины реки Томь и местности вдоль Томско-Барнауло-Кузнецкого тракта. В бассейне Томи Державин преимущественно занимался изучением Кузнецкого угленосного бассейна, и он был первым систематическим исследователем этого бассейна: он выясняет петрографический состав угленосной толщи и подстилающих ее нижнекаменноугольных и верхнедевонских отложений, подразделяет угленосную толщу на ярусы и выясняет область ее распространения. Согласное налегание угленосных отложений на нижнекаменноугольный известняк и согласие в характере дислокации угленосных и подстилающих их отложений приводит Державина к выводу, что угленосные отложения Кузнецкого бассейна относятся к верхнему ярусу нижнею отдела карбона, а не к юре, как это предполагалось в то время.
В 1892, 1893 и 1894 годах А. Н. Державин принимал участие в экспедициях горного ведомства Западно-Сибирской горной партии; отчёты о его работах в составе этой партии были напечатаны в «Горном журнале» и в издании «Геологические исследования и разведочные работы по линии Сибирской железной дороги».
В 1896 году он участвовал в составлении геологической карты листов Колывань и Бердское.
«Передал в дар Минералогическому и геологическому кабинету <Томского университета> коллекцию из 1980 штуфов, собранных в пределах Томской губернии».
С 1897 года состоял на службе в Геологическом комитете. Геологические исследования напечатаны в «Трудах Томского общества естествоиспытателей» и «Известиях геологического комитета».
Умер в 1919 году.